# Waldbillig
Waldbillig (lb. Waldbëlleg) − gmina (gemeng / commune / Gemeinde) w środkowym Luksemburgu, w kantonie Echternach. Do 3 października 2015 gmina leżała w dystrykcie Grevenmacher. Siedziba administracyjna gminy znajduje się w miejscowości Waldbillig.

## Podział administracyjny
Do gminy należy dwanaście miejscowości, w tym trzy (Uertschaft) oraz dziewięć lieu-dit:
1. Christnach (Chrëschtnech)
2. Fléckenhaff, lieu-dit
3. Freckeisen, lieu-dit
4. Grundhof-Château (Grondhaff-Schlass), lieu-dit
5. Haller (Haler)
6. Harthof (Haarthaff), lieu-dit
7. Kelleschhaff, lieu-dit
8. Mullerthal (Mëllerdall / Müllerthal), lieu-dit
9. Niesenthal (Nisendaller Haff), lieu-dit
10. Oligsmühle (Uelegsmillen), lieu-dit
11. Savelborn (Suewelbuer), lieu-dit
12. Waldbillig (Waldbëlleg)